# Kentoku Noborio
Kentoku Noborio (jap. 登尾 顕徳 Noborio Kentoku; ur. 30 listopada 1983) – japoński piłkarz występujący na pozycji obrońcy.

## Kariera klubowa
Od 2006 do 2013 roku występował w klubach Kyoto Sanga FC, Tokushima Vortis, Giravanz Kitakyushu i Volca Kagoshima.